# 進化言語学
進化言語学（しんかげんごがく、英語: Evolutionary linguistics）またはダーウィン言語学（英語: Darwinian linguistics）は、言語研究への社会生物学的アプローチである。

## 概要
進化言語学者は、言語学を進化生物学と進化心理学のサブフィールドと見なしている。このアプローチは、進化人類学、認知言語学、生物言語学とも密接に関連している。自然の産物として言語を研究し、言語の生物学的起源と発達に興味を持っている。進化言語学は、人本主義的アプローチ（特に構造言語学）とは対照的である。
この研究の主な課題は、経験的データの欠如である。初期の人類の言語の考古学的な痕跡はない。知識のギャップを埋めるために、計算生物学的モデリングと人工言語による臨床研究が採用されてきた。生物学では言語を処理する脳を形作ると理解されているが、生物学と特定の人間の言語構造または言語学的普遍性との間に明確な関連性はない。
この分野でのブレークスルーがないため、自然現象としての言語がどのようなものであるかについて多くの議論があった。それが器官であると提唱する人もいれば、有機体であると提唱する人もいる。言語は、結晶配列または非結晶化鉱物構造、遺伝子突然変異、本能、寄生虫（自己複製装置または精神を持ったウイルスの集団）という主張がある。いずれの主張についても確固たる科学的証拠はなく、それらのいくつかは疑似科学と扱われている。
近年の研究では、言語の音声構造が自然環境に適応する可能性を示す実証的な例が明確化されてきた。たとえば、乾燥した環境では声帯の振動の不安定性により複雑な声調が発達しにくい傾向が報告されている。さらに、世界の多数の言語を含む大規模データセットによる再検証では、平均気温が高い地域においてソノリティが高くなる傾向が確認されており、これは音声構造が気候のような環境要因と相互作用して進化した可能性を支持することが示唆された。これらの知見は、言語の構造が内部規則のみならず外的環境との複合的適応過程を通じて形成されてきたという進化言語学の視点を補強する。

## 関連文献
- 藤田耕司・岡ノ谷一夫『進化言語学の構築：新しい人間科学を目指して』ひつじ書房、2012年3月。